# Melastoma affine
Melastoma affine, denominada കലദി en malayalam lengua azul o lassiandra nativa, nekkarika en idioma canarés, es un arbusto de la familia Melastomataceae. Se lo encuentra en los bosques tropicales y subtropicales de la India, sureste de Asia y Australia, es una planta propia de los márgenes de los bosques húmedos. Las abejas son los principales polinizadores de esta planta.

## Taxonomía
Melastoma affine fue descrita inicialmente por el botánico escocés David Don en 1823. La taxonomía del género  Melastoma es compleja, por lo que es preciso realizar una revisión completa. Los primeros estudios genéticos se publicaron en el 2001, y hay estudios del 2013, aunque todavía no se ha realizado una revisión basada en esta información. En el 2001 Karsten Meyer propuso una revisión en la cual estas especies y otras especies eran asociadas con la especie Melastoma malabathricum.
En Australia, en la actualidad la mayoría de las autoridades no aceptan esto; por lo que las poblaciones naturales en Western Australia, Northern Territory, Queensland y el noreste de Nueva Gales del Sur siguen siendo reconocidas como M. affine, excepto por estudiosos en Queensland.

## Descripción
Es un arbusto de 2 m de altura. Sus hojas son ovaladas y miden de 6 to 12 cm de largo, y 2–4 cm de ancho. Las mismas se encuentran recubiertas de finos pelillos, y poseen venas longitudinales. Florece en primavera y el verano, las flores se generan en el extremo de ramificaciones y son de color púrpura con cinco pétalos y sépalos. Existen dos grupos distintos de estambres, cinco opuestos a los pétalos y cinco enfrentados a los sépalos. Los asociados con los sépalos poseen anteras más largas con un apéndice bi-lobulado en su base.  Produce frutos púrpura de 8 mm de largo que se abren exponiendo una carne rojo-púrpura con numerosas semillas pequeñas. El nombre común "lengua azul" hace referencia a la pulpa comestible de color púrpura osuro en las cápsulas del fruto que deja la boca de quien la ingiere teñida de color azul.

## Distribución y hábitat
Melastoma affine se encuentra desde la India a través del sur este de Asia, Malasia, Indonesia y Australia. En Australia, se lo encuentra en la zona del Kimberley en Western Australia, en todo el Northern Territory y Queensland, presentándose hasta en Kempsey en la costa norte de Nueva Gales del Sur. Se desarrolla en zonas húmedas en bosque esclerófilo.
M. affine es importante por ser una especie pionera que coloniza hábitats de esclerófilos húmedo y de bosque húmedo que han sido perturbados en la región de Australasia. No produce néctar - en cambio ofrece a los polinizadores grandes cantidades de polen, el cual debe ser extraído por los poros en los estambres. Melastoma affine es polinizada por abejas, especialmente Xylocopa bombylans, X. aff. gressittii, Amegilla anomola y Nomia species. Las abejas melíferas compiten con las abejas nativas por el polen en las flores, con el consiguiente impacto en la reproducción de las especies.

## Cultivo
Es un arbusto adaptable de crecimiento rápido, a veces se lo cultiva por sus frutos. Se propaga mediante semillas o esquejes.